# Niya (Ruinenstadt)

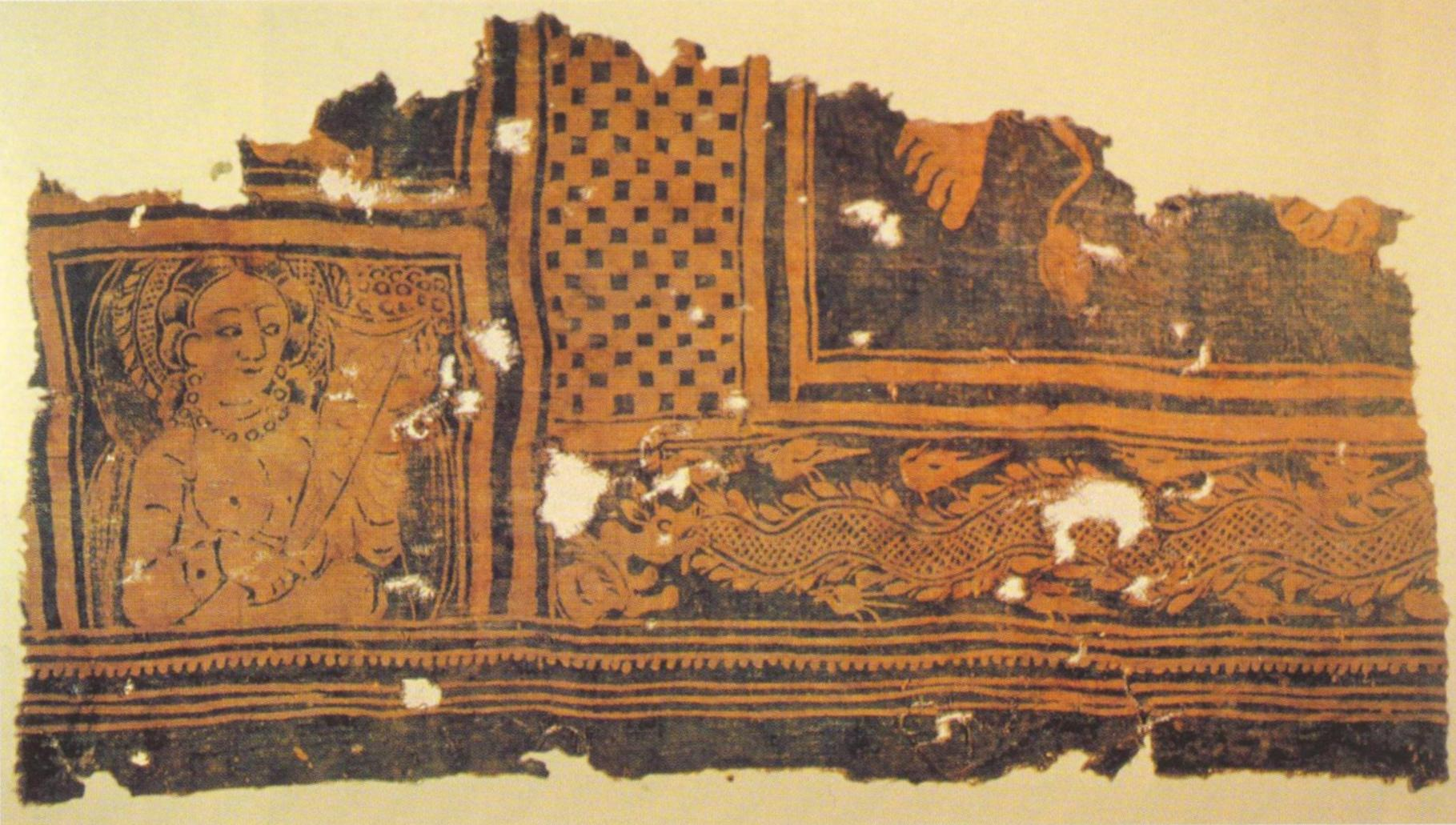
Batik-Textilie aus Niya

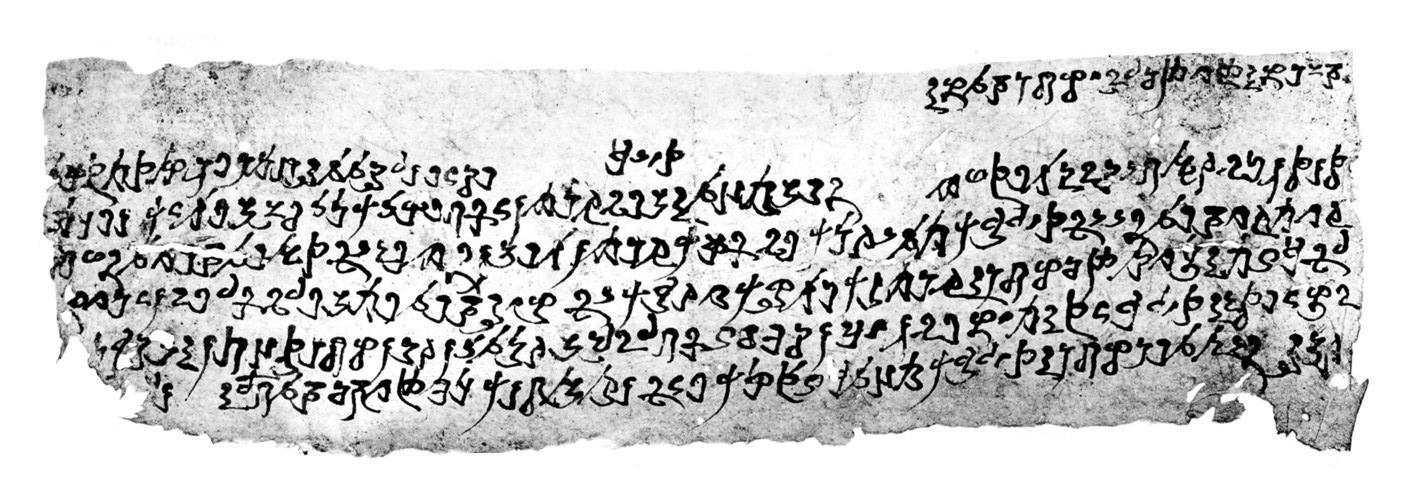
Von Aurel Stein entdeckte hölzerne Inschrifttafel mit Kharoshthi-Schrift aus Loulan.

Die archäologische Stätte der Ruinenstadt von Niya (chinesisch 尼雅遺址 / 尼雅遗址, Pinyin Níyǎ yízhǐ, englisch Niya site) liegt am südlichen Rand des Tarim-Beckens im Kreis Niya (民丰县,  Minfeng xian) im Regierungsbezirk Hotan, im heutigen Uigurischen Autonomen Gebiet Xinjiang in China. Beide Orte werden im Chinesischen mit unterschiedlichen Schriftzeichen geschrieben.
Zahlreiche alte archäologische Artefakte aus den verschiedenen Stätten zur Zeit der beiden Han-Dynastien, der Wei-Dynastie und Jin-Dynastie wurden hier entdeckt. Niya war einst ein bedeutendes Handelszentrum an einer Oase am südlichen Zweig der Seidenstraße in der südlichen Taklamakan-Wüste. In der alten Zeit kamen hier die Karawanen durch, die Güter von China nach Zentralasien transportierten.
Der ungarisch-britische Archäologie Aurel Stein hat hier erfolgreich gegraben. Er entdeckte dort unter anderem buddhistische Kharoṣṭhī-Urkunden (Kharosthi manuscripts). Auch einige der Tarim-Mumien wurden hier gefunden.
Seit 1996 steht die Stätte auf der Liste der Denkmäler der Volksrepublik China in Xinjiang (4-41).